# Metković (Serbia)
Metković (cyr. Метковић) – wieś w Serbii, w okręgu maczwańskim, w gminie Bogatić. W 2011 roku liczyła 1092 mieszkańców.